# Jezioro łabędzie Krzysztofa Pastora

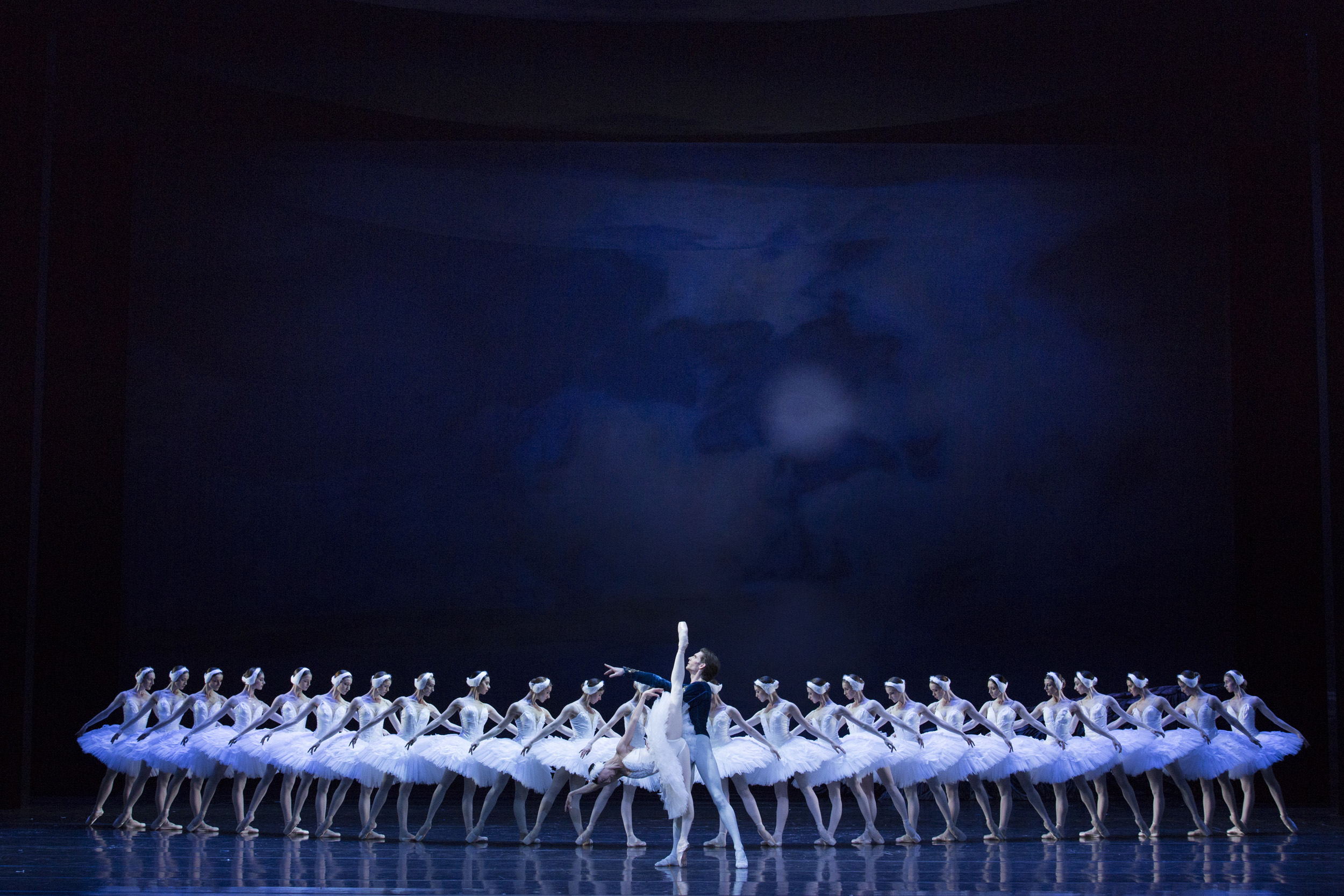
Jezioro łabędzie w choreografii Krzysztofa Pastora, Akt II, Obraz 3 (wg Lwa Iwanowa), tańczą: Chinara Alizade (Odetta) i Vladimir Yaroshenko (Carewicz Niki), Polski Balet Narodowy

Jezioro łabędzie – balet romantyczny w trzech aktach, siedmiu obrazach, z prologiem i epilogiem. Nowa wersja popularnego baletu Piotra Czajkowskiego stworzona w Polskim Balecie Narodowym według libretta Pawła Chynowskiego przez choreografa Krzysztofa Pastora (z włączeniem „łabędziego” obrazu według tradycyjnej choreografii Lwa Iwanowa i pas de deux według choreografii Mariusa Petipy). Prapremiera tej wersji baletu odbyła się w Warszawie 20 maja 2017 na scenie Teatru Wielkiego – Opery Narodowej.

## Twórcy baletu
- Nowe libretto: Paweł Chynowski[2]
- Choreografia: Krzysztof Pastor[3]
- Muzyka: Piotr Czajkowski (redakcja muzyczna: Paweł Chynowski i Alexei Baklan)
- Dyrygent: Alexei Baklan[4]
- Scenografa i kostiumy: Luiza Spinatelli[5]
- Asystent choreografa: Simonetta Lysy[6] (realizacja sekwencji tradycyjnych)
- Światła: Steen Bjarke[7]
- Polski Balet Narodowy i Orkiestra Teatru Wielkiego – Opery Narodowej

## Idea
Publiczność zna ten balet Czajkowskiego jako choreograficzne przetworzenie niemieckiej baśni o księciu Zygfrydzie i jego rozdarciu między miłością do zaklętej w łabędzia Odetty a jej ognistym przeciwieństwem, Odylią, którą rzucił w jego ramiona podstępny czarownik. Choreograf Krzysztof Pastor z librecistą Pawłem Chynowskim przenieśli tę opowieść w realia dworu carskiego ostatnich lat życia Piotra Czajkowskiego. Respektując ducha romantycznego oryginału, sięgnęli oni do polskiego wątku autentycznej historii, jaka przydarzyła się w młodości następcy tronu rosyjskiego, Nikiemu (Mikołajowi Romanowowi). Carewicz wierny przez lata swojej młodzieńczej miłości do księżniczki Alix Heskiej, nie akceptowanej jednak przez ojca, cara Aleksandra III, poznał za jego sprawą i pokochał polską balerinę Matyldę Krzesińską. Ta namiętność zawładnęła sercem Nikiego i doprowadziła do głośnego skandalu towarzyskiego na dworze petersburskim u progu objęcia przez niego tronu jako Mikołaja II. Pomimo zmienionego libretta w balecie Krzysztofa Pastora zostały zachowane najcenniejsze „łabędzie” sekwencje tradycyjnej choreografii Lwa Iwanowa i Mariusa Petipy.

## Postaci i obsada prapremiery

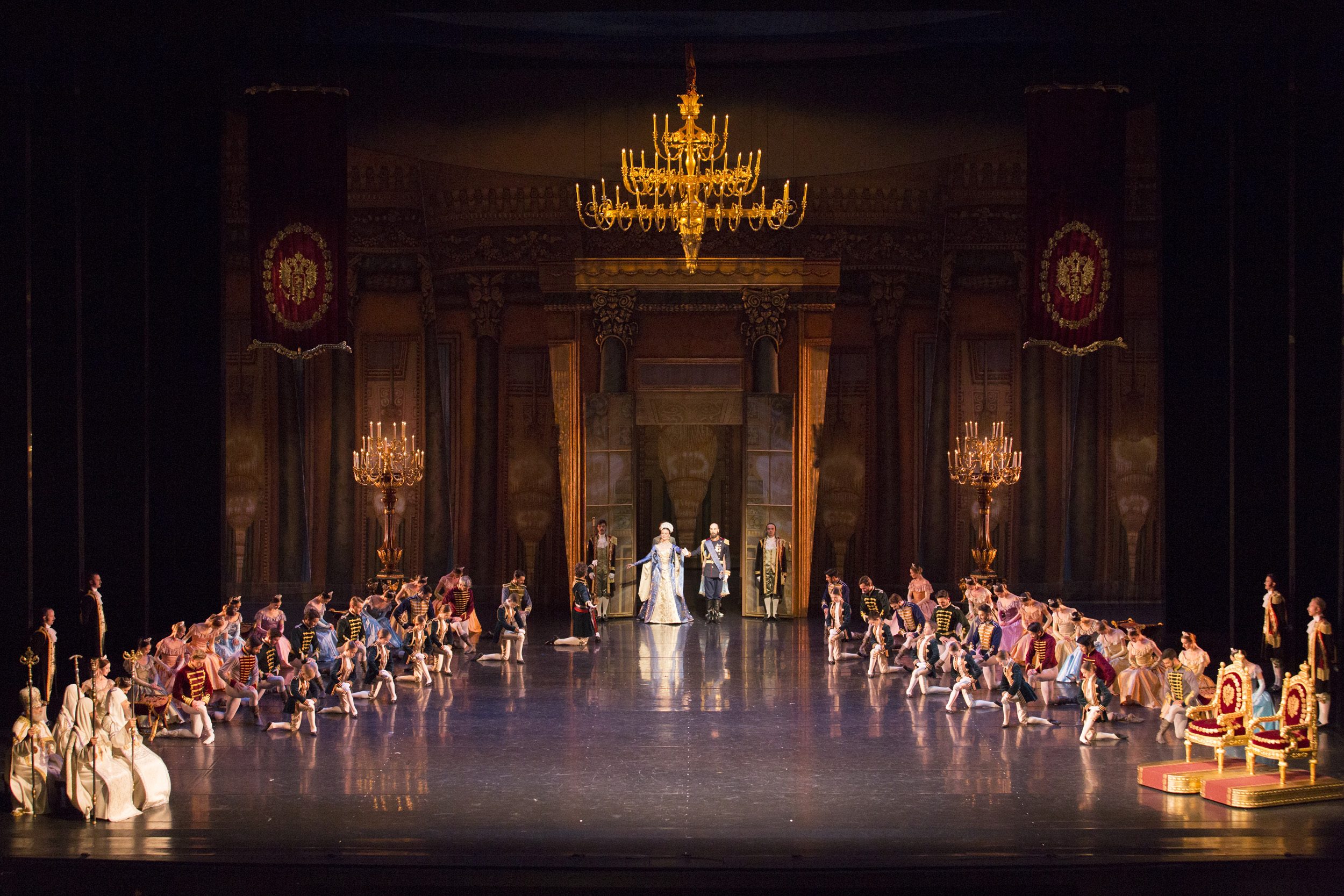
Jezioro łabędzie w choreografii Krzysztofa Pastora, Akt I, Obraz 1, Polski Balet Narodowy

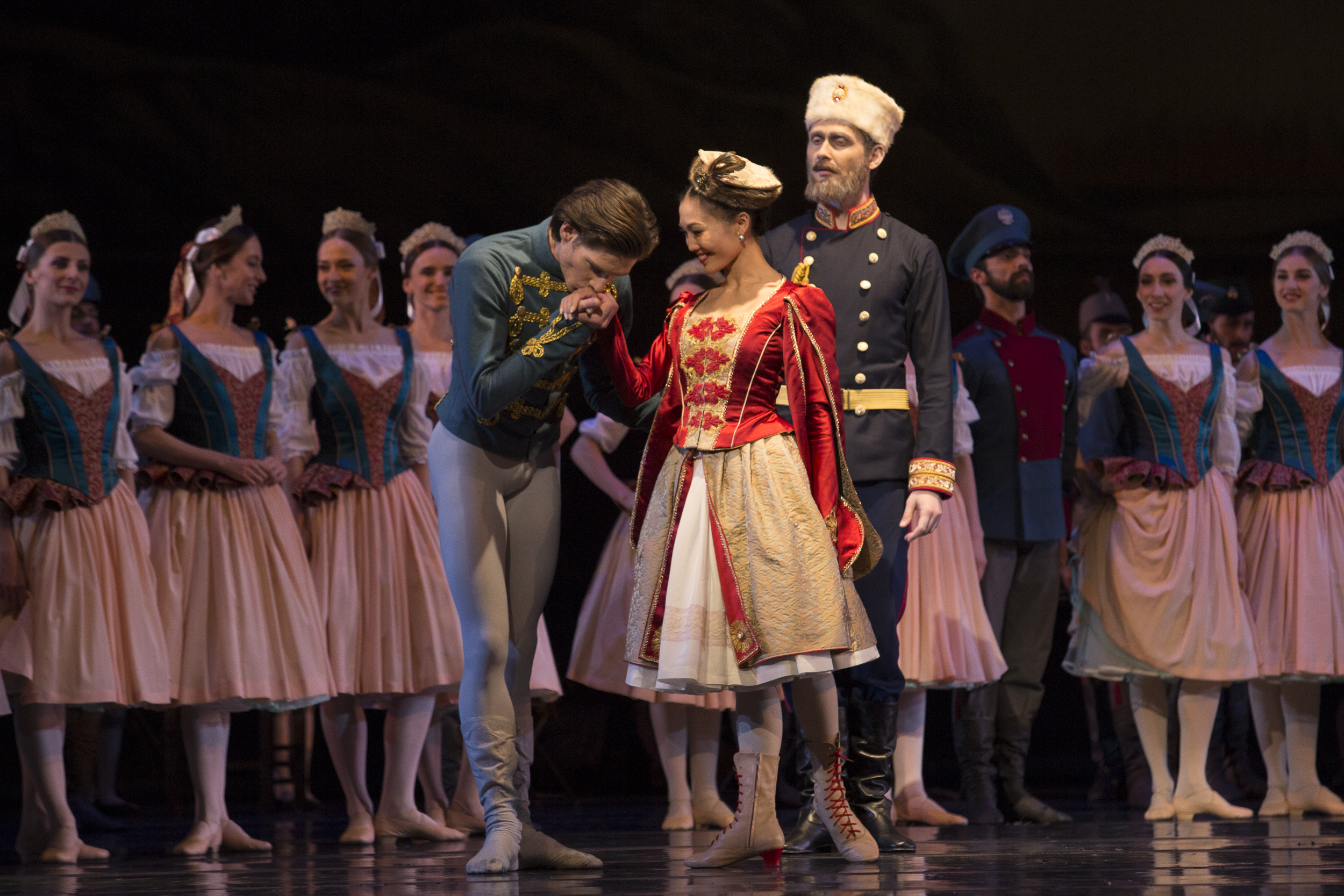
Jezioro łabędzie w choreografii Krzysztofa Pastora, Akt II, Obraz 2, tańczą: Vladimir Yaroshenko (Carewicz Niki), Yuka Ebihara (Matylda Krzesińska) i Robert Bondara (Car Aleksander), Polski Balet Narodowy

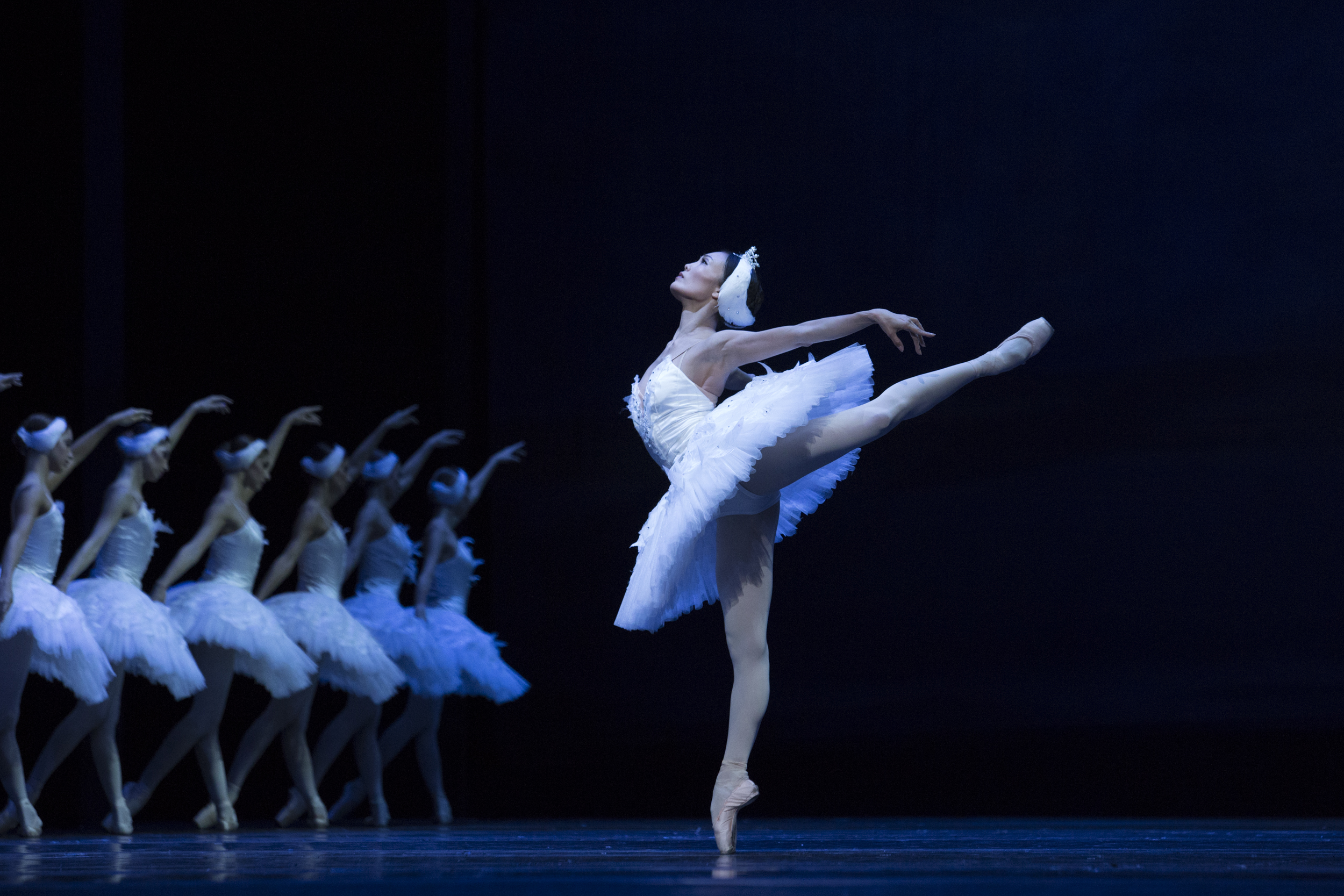
Jezioro łabędzie w choreografii Krzysztofa Pastora, Akt II, Obraz 3 (wg Lwa Iwanowa), tańczą: Yuka Ebihara (Księżniczka Alix-Odetta) i Polski Balet Narodowy

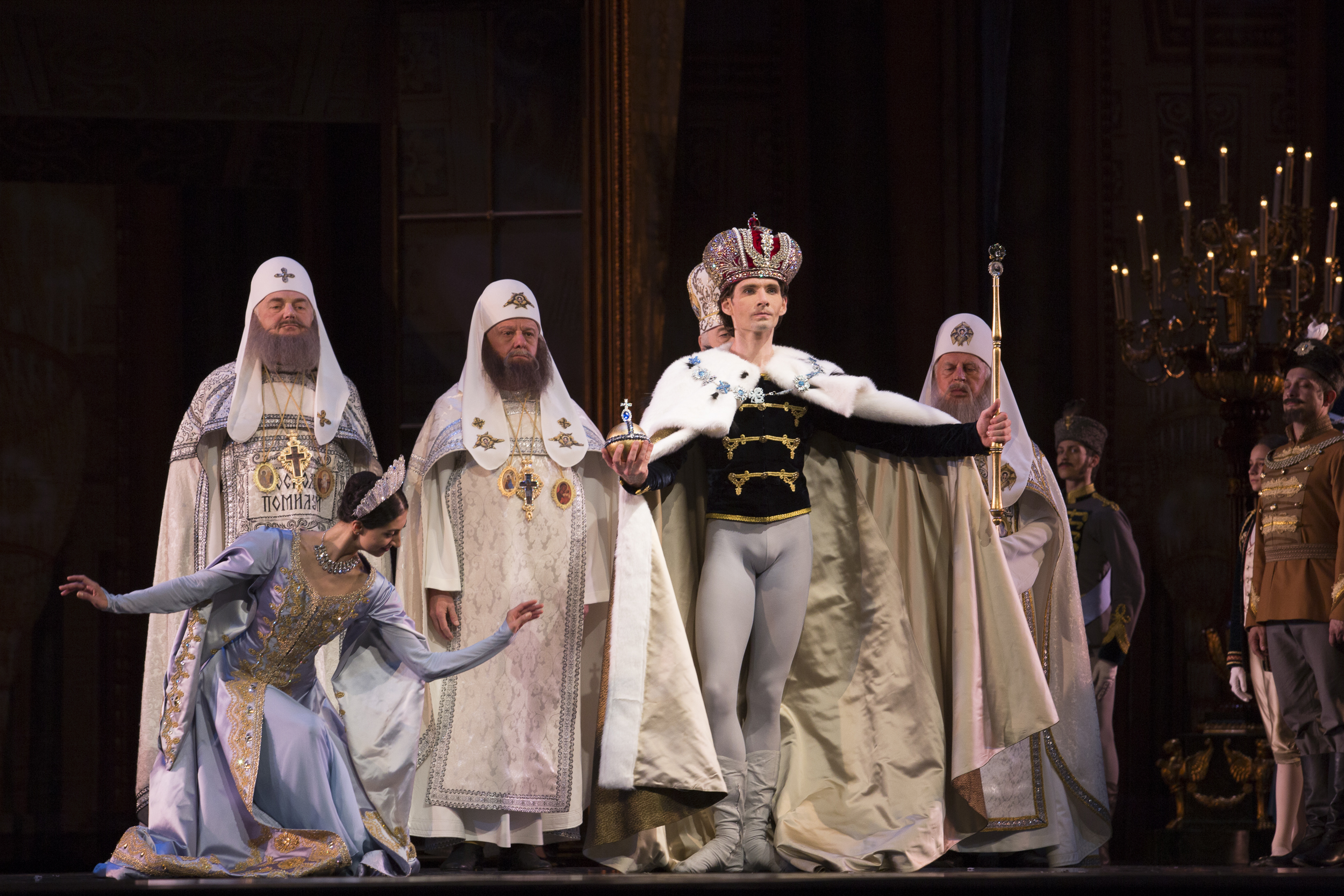
Jezioro łabędzie w choreografii Krzysztofa Pastora, Epilog, tańczą: Chinara Alizade (Księżniczka Alix) i Vladimir Yaroshenko (Carewicz Niki), Polski Balet Narodowy

### Osoby[8]
- Carewicz Niki, następca tronu rosyjskiego: Vladimir Yaroshenko
- Alix-Odetta, księżniczka heska, jego młodzieńcza miłość: Chinara Alizade
- Matylda, balerina Krzesińska, jego kochanka: Yuka Ebihara
- Huzar Wołkow, adiutant Nikiego: Maksim Woitiul
- Olga, balerina Prieobrażenska: Emilia Stachurska
- Car Aleksander, ojciec Nikiego: Robert Bondara
- Caryca Maria, matka Nikiego: Dominika Krysztoforska
- Marszałek Dworu: Zbigniew Czapski-Kłoda
- Krzesiński, polski mazurzysta, ojciec Matyldy: Carlos Martín Pérez
- Porucznik Rosyjski: Vadzim Kezik
- Porucznik Polski: Patryk Walczak
- Porucznik Węgierski: Kristóf Szabó
- Dwa Łabędzie: Ana Kipshidze i Jaeeun Jung
- Cztery Łabędzie: Aneta Zbrzeźniak, Dagmara Dryl, Yurika Kitano i Ewa Nowak
- Tancerka Rosyjska Irina Wasilewska
- Tancerka Hiszpańska: Ana Kipshidze
- Alix i Niki w młodości: Maja Brzyska i Cezary Wąsik (uczniowie Szkoły Baletowej im. R. Turczynowicza)
- Guwernantka: Monika Hallgren
- Rodzeństwo Nikiego: Weronika Gałązka, Maria Grzymała, Igor Bareja i Paweł Dobrzyński (uczniowie Szkoły Baletowej im. R. Turczynowicza)
- Gwardziści rosyjscy, polscy i węgierscy, Łabędzie, Damy, Tancerki baletu, Tancerki neapolitańskie, Duchowieństwo, Spowiednik, Posłowie hescy, Paziowie, Lokaje: zespół baletowy, uczniowie szkoły baletowej i statyści.

## Treść baletu
Akcja rozgrywa się w Rosji w latach 1884-1896.

### PROLOG (1884)

#### Zauroczenie
W Sankt Petersburgu gości 12-letnia księżniczka heska Alix. Rozmiłowany w muzyce Czajkowskiego, 16-letni carewicz Niki słyszy dobiegającą melodię z Jeziora łabędziego. To mała Alix gra na fortepianie wpatrzona w ukochaną lalkę łabędzia. Niki jest zauroczony widokiem rozmarzonej dziewczynki i natchniony kontynuuje z nią grę. Kiedy w pokoju muzycznym pojawia się car Aleksander, guwernantka w pośpiechu wyprowadza Alix. Speszony Niki przerywa grę i tuląc jej łabędzia wychodzi posłusznie pod karcącym wzrokiem ojca. Car nie pochwala romantycznych uniesień następcy tronu, więc odbiera mu lalkę księżniczki.

### AKT I (1890)

#### Obraz 1. Poselstwo
Sześć lat później na dwór rosyjski przybyło poselstwo Księstwa Hesji, by swatać księżniczkę Alix z następcą tronu rosyjskiego. Z tej okazji w pałacu trwa bal, na którym bryluje przystojny huzar Wołkow, adiutant Nikiego. W oczekiwaniu na carewicza proponuje on występ baletowy. Przedstawia rodzinie cesarskiej dwie młode baleriny, Polkę Matyldę Krzesińską i Rosjankę Olgę Prieobrażenską, a potem sam popisuje się z nimi w tańcach. Wreszcie pojawia się następca tronu. Niki zauważa wychodzącą Matyldę, ale nadchodzą już posłowie hescy niosąc portret swojej księżniczki pogrążonej w lekturze. Carewicz jest urzeczony widokiem swojej młodzieńczej sympatii, lecz cesarz zdecydowanie odrzuca heską misję. Alix przesłała też Nikiemu swą ukochaną baśń o zaklętych łabędziach, jednak cara oburza ten przedwczesny podarek księżniczki dla syna, więc gniewnie opuszcza salę wraz z rodziną. Niki czuje się głęboko dotknięty arogancją ojca i poniżony w oczach dworu. Swoje zranione uczucie przelewa na sponiewieraną przez ojca książkę, która utrwala jego tęsknotę za Alix.

### AKT II (1890)

#### Obraz 2. Manewry
Nad jeziorem w Krasnym Siole trwają manewry gwardzistów carewicza. Wśród rówieśników Niki stara się zapomnieć o konflikcie z ojcem, ale stale powraca myślami do Alix. Po ćwiczeniach gwardziści aranżują zabawę, by rozproszyć nostalgię carewicza. Męskie popisy przerywa nadejście cara. Odwiedza on żołnierzy na poligonie w towarzystwie ulubionego polskiego mazurzysty Feliksa Krzesińskiego i tancerek, z Matyldą i jej przyjaciółką Olgą na czele. Cesarz Aleksander chce udobruchać syna bratając się z jego rówieśnikami. Rozpoczynają się tańce, a mazur z udziałem Krzesińskiego i jego córki skupia uwagę Nikiego na Matyldzie, której udaje się nawet wciągnąć carewicza do wspólnego tańca. Kiedy car z Krzesińskim pozostawiają rozbawioną młodzież, gwardziści z tancerkami kończą zabawę w rytmie poloneza, a Niki ponownie sięga po swoją baśniową lekturę. Matylda wyczuła sympatię carewicza, więc raz jeszcze próbuje odmienić jego ponury nastrój. Niki ulega jej przez moment, ale traci pewność siebie i wraca do ukochanej książki. Prosi Wołkowa, by odprowadził Matyldę, a potem odprawia i jego, oddając się swojej nostalgii.

#### Obraz 3. Sen o Alix
Carewicz powraca do swojego namiotu stęskniony za Alix i rozmarzony zasypia z jej książką w ręku. Jego sen wciąż zakłóca obraz dominującego ojca, ale silniejsze jest w nim jednak marzenie miłosne o Alix w świecie jej baśni o zaklętej w łabędzia Odetcie. Tymczasem, zafascynowana carewiczem Matylda nie poddaje się i nieśmiało podąża jego śladem. Kiedy Niki błądzi jeszcze we śnie wśród łabędzi, ona wkrada się jego namiotu. Przeglądając nieodłączną lekturę carewicza, zaczyna rozumieć jego romantyczne fantazje i z upodobaniem wypełnia je swoją realną obecnością.

### AKT III (1894)

#### Obraz 4. Maskarada
Cztery lata później Matylda jest już primabaleriną carskiego teatru i metresą następcy tronu. W swojej wytwornej rezydencji przyjmuje najlepsze towarzystwo. Znając słabość Nikiego do baśni o zaklętych łabędziach, kazała stosownie urządzić swoją oranżerię. Carewicz jest oczarowany, czuje się jak we śnie, choć tańce na maskaradzie nie przystają do poetycznego świata jego marzeń. Kiedy Matylda zdaje sobie z tego sprawę, za radą Olgi wymyka się niepostrzeżenie, by powrócić po chwili w łabędzim kostiumie. Pod wrażeniem jej nowego wcielenia Niki traci dystans i zachwycony poddaje się jej wdziękom. Krzesiński próbuje pohamować zachowanie córki, ale nie ma na nią wpływu. Gdy wszyscy zatracają się w zabawie, dociera niepokojąca wieść o chorobie cara Aleksandra. Niki jest wstrząśnięty. Oddając się rozrywkom zapomniał o ojcu i ukochanej Alix. Chce uciec od rzeczywistości.

#### Obraz 5. Powrót do Alix
Ukojenie przychodzi znów w świecie jego imaginacji nad jeziorem łabędzim. Tam czeka wciąż na niego zdradzona Alix wśród swych łabędzich towarzyszek. Jako baśniowa Odetta wybacza mu wiarołomstwo, ale nie zmienia to sprzeciwu cesarza. Niki postanawia więc walczyć o swoją miłość, choćby i z własnym ojcem. Kiedy wyzwala się wreszcie spod jego dominacji, Odetta przybiera postać prawdziwej księżniczki Alix.

#### Obraz 6. Pożegnanie z ojcem
Cesarz Aleksander złożony jest chorobą. W otoczeniu rodziny oczekuje już tylko na powrót następcy tronu. Wreszcie przybywa Niki z ukochaną Alix. W geście skruchy i pojednania car oddaje synowi zniszczoną lalkę łabędzia, którą odebrał mu przed laty. Błogosławi jego miłość i umiera pogodzony z synem.

#### Obraz 7. Pożegnanie z Matyldą
Przed ślubem z Alix, carewicz pragnie pożegnać się jeszcze z Matyldą. Kochanka oczekuje go nad jeziorem, w miejscu, które ich połączyło. Pogrążonego w żałobnej zadumie, wita Nikiego jako nowego cara. Powracają słodkie wspomnienia. Jednak jezioro przypomina mu o Alix, więc żegna Matyldę na zawsze.

### EPILOG (1896)

#### Umarł car, niech żyje car
Dworskie défilé na cześć koronacji Nikiego jako nowego cesarza Mikołaja II i Alix jako nowej cesarzowej Aleksandry. Spełniło się marzenie miłosne carewicza, ale przed nim wielka niewiadoma panowania. Widok Matyldy będzie mu odtąd towarzyszył jedynie na scenie carskiego teatru...

## Nowa redakcja muzyczna
Ta wersja baletu została oparta na nowej redakcji muzyki Piotra Czajkowskiego, opracowanej przez librecistę Pawła Chynowskiego i dyrygenta Alexeia Baklana. Wskazane poniżej numery odnoszą się do oryginalnej partytury Jeziora łabędziego z 1877 roku. Została ona gruntownie przerobiona już w 1895 i uzupełniona wówczas przez dyrygenta Riccarda Drigo. Jego redakcja także była później wielokrotnie modyfikowana. Układ partytury wersji baletu Krzysztofa Pastora został ponownie zmieniony i wzbogacony innymi utworami Czajkowskiego.

### Intrudukcja
- Nr 0. Moderato assai, Allegro non troppo

### PROLOG
- Nr 10. (wersja fortepianowa)

### AKT I

#### Obraz 1
- Nr 2. Valse: Tempo di valse
- Nr 1. Scène: Allegro giusto
- Nr 6. Pas d'action: Andantino quasi moderato, Allegro
- Nr 4. Pas de trois:
  - 4-1. Intrada: Allegro
  - 4-3. Allegro semplice, Presto
  - 4-4. Moderato
  - 4-5. Allegro
  - 4-6. Coda: Allegro vivace
- Nr 16. Ballabile: Moderato assai, Allegro vivo
- Nr 3. Scène: Allegro moderato
- Nr 10. Scène: Moderato

### AKT II

#### Obraz 2
- Marsz powitalny 98. Jurewskiego Pułku Piechoty (dodany)
- Nr 10. Scène: Moderato
- Nr 26. Scène: Allegro non troppo
- Nr 20. Czardasz: Moderato assai, Allegro moderato, Vivace
- Nr 15. Scène: Allegro giusto
- Nr 20a. Taniec rosyjski: Moderato, Andante semplice, Allegro vivo
- Nr 23. Mazurek: Tempo di mazurka
- Nr 7. Sujet
- Nr 8. Taniec z pucharami: Tempo di polacca
- Nr 4-2. Andante sostenuto

#### Obraz 3
- Nr 9. Sujet: Andante
- Nr 11. Scène: Allegro moderato, Moderato, Allegro vivo
- Nr 12. Scène: Allegro, Moderato assai quasi andante
- Nr 13. Tańce Łabędzi:
  - 13-1. Tempo di valse
  - 13-5. Pas d’action: Andante, Andante non troppo
  - 13-4. Allegro moderato
  - 13-6. Tempo di valse
  - 13-2. Moderato assai
  - 13-7. Coda: Allegro vivo
- Nr 4-2. Andante sostenuto z Pas de trois

### AKT III

#### Obraz 4
- Nr 15. Allegro giusto (jako introdukcja)
- Nr 17. Scène: Allegro, Tempo di valse
- Nr 22. Taniec neapolitański: Allegro moderato, Andantino quasi moderato, Presto
- Nr 21. Taniec hiszpański: Allegro non troppo
- Nr 5. Pas de deux:
  - 5-1. Tempo di valse ma non troppo vivo, quasi moderato
  - 5-2. Andante
  - 5-3. Allegro
  - Allegro moderato (dodane wg L'Espiègle na fortepian op. 72 nr 12 w orkiestracji Riccarda Drigo)
  - 5-4. Coda: Allegro molto vivace
- Nr 24. Scène: Allegro, Tempo di valse, Allegro vivo, L’istesso tempo
- Modlitwa poranna z Albumu dziecięcego op. 39 nr 1 (dodana w wersji orkiestrowej)

#### Obraz 5
- Nr 28. Scène: Allegro agitato, Molto meno mosso
- Nr 19-3. Andante con moto
- Nr 28. Scène: Allegro vivace
- Nr 29. Scène finale: Andante

#### Obrazy 6 i 7
- Elegia pamięci Iwana Samarina G-dur na orkiestrę smyczkową: Andante non troppo (dodana)

### EPILOG
- Uroczysty marsz koronacyjny D-dur (dodany)